# Калаелоа (Гаваї)
Калаелоа (англ. Kalaeloa) — переписна місцевість (CDP) в США, в окрузі Гонолулу штату Гаваї. Населення — 2364 особи (2020).

## Географія
Калаелоа розташована за координатами 21°19′17″ пн. ш. 158°4′52″ зх. д. / 21.32139° пн. ш. 158.08111° зх. д. (21.321437, -158.081206).  За даними Бюро перепису населення США в 2010 році переписна місцевість мала площу 0,69 км², уся площа — суходіл.

### Клімат
| Клімат : Калаелоа     | Клімат : Калаелоа | Клімат : Калаелоа | Клімат : Калаелоа | Клімат : Калаелоа | Клімат : Калаелоа | Клімат : Калаелоа | Клімат : Калаелоа | Клімат : Калаелоа | Клімат : Калаелоа | Клімат : Калаелоа | Клімат : Калаелоа | Клімат : Калаелоа | Клімат : Калаелоа |
| Показник              | Січ.              | Лют.              | Бер.              | Квіт.             | Трав.             | Черв.             | Лип.              | Серп.             | Вер.              | Жовт.             | Лист.             | Груд.             | Рік               |
| Середній максимум, °C | 26,7              | 26,7              | 27,2              | 28,3              | 28,9              | 29,4              | 30,6              | 30,6              | 30,6              | 30,0              | 28,9              | 27,2              | 28,9              |
| Середній мінімум, °C  | 16,1              | 16,7              | 16,7              | 17,8              | 18,9              | 19,4              | 20,6              | 21,1              | 20,0              | 19,4              | 18,3              | 17,2              | 18,3              |
| Норма опадів, мм      | 114               | 71                | 94                | 20                | 15                | 0                 | 5                 | 15                | 8                 | 33                | 56                | 84                | 518               |
| --------------------- | ----------------- | ----------------- | ----------------- | ----------------- | ----------------- | ----------------- | ----------------- | ----------------- | ----------------- | ----------------- | ----------------- | ----------------- | ----------------- |
| Джерело: Weatherbase  |                   |                   |                   |                   |                   |                   |                   |                   |                   |                   |                   |                   |                   |

## Демографія
Згідно з переписом 2010 року, у переписній місцевості мешкало 48 осіб у 10 домогосподарствах у складі 8 родин. Густота населення становила 70 осіб/км².  Було 11 помешкання (16/км²).
Расовий склад населення:
| - 33,3 % — вихідців з тихоокеанських островів - 29,2 % — білих - 6,3 % — азіатів - 8,3 % — осіб інших рас |

До двох чи більше рас належало 22,9 %. Частка іспаномовних становила 20,8 % від усіх жителів.
За віковим діапазоном населення розподілялося таким чином: 39,6 % — особи молодші 18 років, 56,2 % — особи у віці 18—64 років, 4,2 % — особи у віці 65 років та старші. Медіана віку мешканця становила 22,0 року. На 100 осіб жіночої статі у переписній місцевості припадало 60,0 чоловіків;  на 100 жінок у віці від 18 років та старших — 45,0 чоловіків також старших 18 років.
За межею бідності перебувало 12,5 % осіб, у тому числі 0,0 % дітей у віці до 18 років та 0,0 % осіб у віці 65 років та старших.
Цивільне працевлаштоване населення становило 4 особи. Основні галузі зайнятості: публічна адміністрація — 75,0 %, освіта, охорона здоров'я та соціальна допомога — 25,0 %.